# T. Roy Barnes
T. Roy Barnes (Lincolnshire, 11 agosto 1880 – Hollywood, 30 marzo 1937) è stato un attore inglese.
Benché nato in Inghilterra, nel Lincolnshire, visse negli Stati Uniti fin dalla fanciullezza. A Hollywood, nella sua carriera che va dal 1920 al 1935, girò circa una cinquantina di film. Era sposato con l'attrice teatrale Bessie Crawford.

## Filmografia
- Scratch My Back, regia di Sidney Olcott (1920)
- So Long Letty, regia di Al Christie (1920)
- See My Lawyer, regia di Al Christie (1921)
- Bacio a cronometro (A Kiss in Time), regia di Thomas N. Heffron (1921)
- Her Face Value, regia di Thomas N. Heffron (1921)
- Exit the Vamp, regia di Frank Urson (1921)
- Too Much Wife, regia di Thomas N. Heffron (1922)
- Don't Get Personal, regia di Clarence G. Badger (1922)
- Is Matrimony a Failure?, regia di James Cruze (1922)
- The Old Homestead, regia di James Cruze (1922)
- Adam and Eva, regia di Robert G. Vignola (1923)
- The Go-Getter, regia di E.H. Griffith (1923)
- Hollywood, regia di James Cruze (1923)
- Il boxeur e la ballerina (The Great White Way), regia di E. Mason Hopper (1924)
- Young Ideas, regia di Robert F. Hill (1924)
- Butterfly, regia di Clarence Brown (1924)
- Reckless Romance, regia di Scott Sidney (1924)
- The Re-Creation of Brian Kent, regia di Sam Wood (1925)
- Il prezzo del potere (The Price of Pleasure), regia di Edward Sloman (1925)
- Le sette probabilità (Seven Chances), regia di Buster Keaton (1925)
- The Crowded Hour, regia di E. Mason Hopper (1925)
- Ladies of Leisure, regia di Thomas Buckingham (1926)
- Dangerous Friends, regia di Finis Fox (1926)
- The Unknown Cavalier, regia di Albert S. Rogell (1926)
- A Regular Scout, regia di David Kirkland (1926)
- The Lovin' Fool, regia di Horace B. Carpenter (1926)
- The Tender Hour, regia di George Fitzmaurice (1927)
- Smile, Brother, Smile, regia di John Francis Dillon (1927)
- Body and Soul, regia di Reginald Barker (1927)
- Chicago, ovvero: Vampate nere (Chicago), regia di Frank Urson (1927)
- A Blonde for a Night, regia di E. Mason Hopper, F. McGrew Willis (1928)
- The Gate Crasher, regia di William James Craft (1928)
- Funamboli (Dangerous Curves ), regia di Lothar Mendes (1929)
- Sally, regia di John Francis Dillon (1929)
- Wide Open, regia di Archie Mayo (1930)
- La borsa e la vita (Caught Short), regia di Charles Reisner (1930)
- How's My Baby?, regia di Stephen Roberts - cortometraggio (1930)
- Carnival Revue, regia di Wallace Fox - cortometraggio (1930)
- His Error, regia di Stephen Roberts - cortometraggio (1930)
- Screen Snapshots Series 10, No. 5
- Aloha, regia di Albert S. Rogell (1931)
- Sempre rivali (Women of All Nations), regia di Raoul Walsh (1931)
- Quando una donna ama (Riptide), regia di Edmund Goulding (1934)
- Kansas City Princess, regia di William Keighley (1934)
- Che bel regalo (It's a Gift), regia di Norman Z. McLeod (1934)
- Carnival, regia di Walter Lang (1935)
- La vita comincia a quarant'anni (Life Begins at 40), regia di George Marshall (1935)
- The Four Star Boarder, regia di Charles Parrott - cortometraggio (1935)
- Village Tale, regia di John Cromwell (1935)
- Doubting Thomas
- The Virginia Judge, regia di Edward Sedgwick (1935)